# 불입권 (유럽)
불입권(不入權, 영어: immunity)은 중세 유럽의 장원제에서 국왕이 영주에게 부여한 정치적 특권이다. 불수불입권(不輸不入權)이라고도 하며, 불수는 영주의 장원에 대한 납세의 의무를 면제할 수 있는 특권을, 불입이란 국가 관리의 출입을 거부할 수 있는 특권을 의미한다.

## 역사
불입권이라는 말의 기원은 로마 제국 시대까지 거슬러 올라가며 원래 로마법에서 공적 부담의 면제에 대한 특권을 가리키는 말이었다. 로마 제국에서는 귀족이 소유한 토지는 노예에 의해 개간되다가(라티푼디움), 3세기 후반에 제국의 칙령에 의해 토지를 경작하는 경작자는 그들이 개척한 토지에 대대로 머물고 상속하는 것이 의무화되었기 때문에 농지의 경작자가 노예라고 해도 노예의 주인은 노예들의 땅을 빼앗을 수 없었다. 이 제국 칙령에 의해 토지 소유자는 그 영지 내에서 가부장권을 행사하고 노예를 포함하여 경작자를 감시할 수 밖에 없었다. 하지만 대신 그들은 경제력을 가지도록 허락되어 로마 제국으로부터 조성금 및 불수불입권, 영주재판권을 획득했다.
중세 유럽에서는 국왕이 영주(교회 나 제후 등)에 불입권을 주고 영주가 불수불입권을 행사함으로써 국왕의 관리에 의한 징세나 재판으로부터 장원이 보호되었다.

## 같이 보기
- 불입권
- 불입권 (일본)
- 장원제

## 참고 문헌
- Hans-Werner Goetz: Leben im Mittelalter. Vom 7. bis zum 13. Jahrhundert. 6., unveränderte Auflage. Beck, München 1996, ISBN 3-406-37970-2.
- Theodor Schieffer (Hrsg.): Europa im Wandel von der Antike zum Mittelalter (= Handbuch der Europäischen Geschichte. Bd. 1). Klett, Stuttgart 1976, ISBN 3-12-907530-5.
- Wilhelm Volkert: Kleines Lexikon des Mittelalters. Von Adel bis Zunft (= Beck'sche Reihe. 1281). 2., durchgesehene Auflage. Beck, München 1999, ISBN 3-406-42081-8.